# Oppdal
Oppdal est une commune norvégienne située dans le comté de Trøndelag.

## Géographie
La commune s'étend sur 2 274,12 km2 à l'extrémité sud-ouest du comté. Le territoire est très montagneux avec la présence de la chaîne du Trollheimen qui culmine à 1 985 m au Storskrymten. De nombreuses forêts avec principalement des bouleaux et des épicéas ainsi que plusieurs lacs dont le plus connu est le Gjevilvatnet complètent le paysage. La commune est également parcourue par de nombreuses pistes de randonnées et de ski de fond. Les alpages présents sur la commune permettent l'élevage de moutons.
Elle comprend les villages d'Oppdal, son centre administratif, Fagerhaug, Holan, Lønset et Vognillan.

## Étymologie
Le nom de la commune vient du vieux norrois Uppdalr. Upp signifie « au-dessus » et Dalr signifie « vallée », « vaux ».

## Histoire
Les premières traces de peuplement de Oppdal datent de l'âge de fer norvégien. La cité semblait se trouver au carrefour des routes pour Trondheim, la côte ouest et les montagnes de Dovrefjell. Oppdal était à l'époque principalement agricole et l'on a retrouvé de nombreux vestiges d'endroits servant aux rites païens. Des objets provenant des îles britanniques ont notamment été trouvés; sûrement le butin des raids vikings.
Des recherches archéologiques ont prouvé que Oppdal grâce à une bonne organisation a été dans l'ensemble épargnée par les famines. Avec l'arrivée du christianisme, cinq églises et chapelles ont été construites dans la commune. Oppdal servait alors de ville-étape sur le pèlerinage menant à la cathédrale de Trondheim, lieu sacré pour l'époque. Ainsi, les montagnes environnantes étaient parsemées d'abris.
Durant l'épidémie de peste noire, Oppdal a été durement touchée et de nombreuses exploitations agricoles ont dû fermer. De plus, la chute des températures a aggravé la baisse de la population d'Oppdal. Enfin en 1742, la quasi-totalité de la population meurt de faim.
Des estimations montrent que la population de Oppdal s'élevait en 1665 à 2 200 habitants. L'église actuelle a été construite dans les années 1600. Durant les années 1800, la hausse de la natalité et la baisse de la mortalité ont naturellement conduit à un fort accroissement de la population. L'agriculture ne pouvait cependant plus répondre aux attentes de la population qui a en partie migré aux États-Unis. La commune est créée le 1er janvier 1838 dans des limites inchangées depuis cette date.
L'année 1952 voit l'ouverture du premier remonte-pente qui va amener la commune à devenir une des plus importantes stations de ski de la Norvège.